# Laguna Epecuén
Lago Epecuén es un espejo de agua perteneciente a la cuenca endorreica del sistema de las Encadenadas del Oeste, en el interior de la provincia de Buenos Aires, Argentina. Es la sexta y última de las lagunas del mencionado sistema, así como la más extensa en superficie. Recibe los aportes de la laguna La Paraguaya a través de un canal y de varios arroyos como el Pigüé y el Pull Grande, que bajan de las sierras del sistema de Ventania. Su condición de última laguna del sistema hace que el nivel de sus aguas varíe constantemente.
Es conocida por tener supuestos efectos curativos para varias enfermedades y por su desborde el 10 de noviembre de 1985, inundando completamente a la localidad de Villa Epecuén, la cual se encontraba en sus costas.
Ubicada en el fondo de una depresión, el nivel de agua de la misma solo disminuye por evaporación. Por su alta concentración salina, la laguna es hiperhalina, diez veces superior al porcentaje presente en el mar. Sus aguas se aprovechan para combatir depresión, afecciones reumáticas y de piel y agotamiento psicofísico. La ciudad de Carhué se encuentra a orillas de esta laguna.
La laguna de Epecuén fue nombrada por primera vez en 1770 por el piloto de la Real Marina Pablo Zizur el cual la bautizó San Lucas. Dicho santo es el patrono de la medicina y se especula que haya sido bautizada así por la fecha de paso.

## Folclore

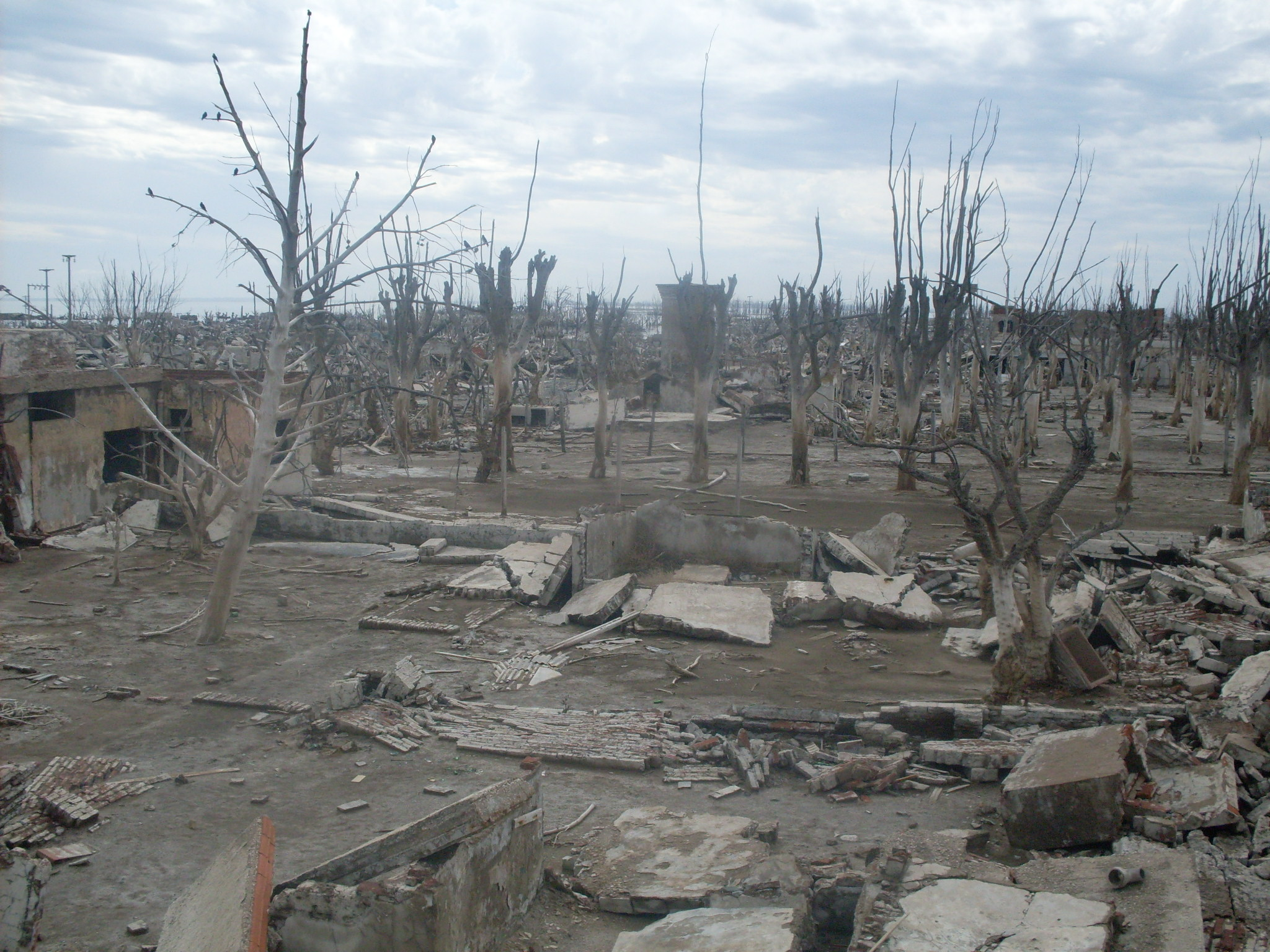
Ruinas de Epecuén tras la gran inundación proveniente de esta laguna

Se cuenta que el cacique puelche Carhue ("Valle Verde ó corazón puro"), enamorado de Epecuen ("eterna primavera"), cura milagrosamente de una extraña parálisis al sumergirse en la gran laguna que formaron las lágrimas de dolor de su amada.

## Biogeografía
Su estado es oligotrófico. La condición química de sus aguas es hiperhalina clorurada sódica con un residuo sólido de 56.75 g/l. Esta particularidad determina la ausencia total de vegetación acuática y un fitoplancton representado por una cyanophyta dominante: Coelosphaerium aff. pallidium. El zooplancton se encuentra representado por especies indicadoras de ambientes con alta salinidad: el branquiopodo Artemia persimilis, el cladócero y el copepoda. También aparece en las zonas costeras el camarón Palaemonetes argentinus y un pequeño pez, el Jenynsia lineata, seguramente en el límite de tolerancia a la salinidad.
Sobre sus aguas se han detectado flamencos australes y bandadas de numerosas especies de aves, tanto en el espejo de agua como en sus costas y en el ejido urbano de Carhué (ver Maugeri, 2002, 2003, 2006, 2007). Dicha laguna representa un sitio de notable importancia para la ornitofauna tanto migratoria como residente.

## Propiedades curativas del agua
A principios de 1800 la laguna ya era famosa por las propiedades curativas de sus aguas debido a que estas poseen una mineralización superior a las de otros lugares del mundo. Cloruros y sulfatos, mediante procesos fisicoquímicos, producen óptimos resultados en enfermedades reumáticas, de la piel, anemias, diabetes, etc.
En 1886, el primer análisis de sus aguas, fue a diez años de la fundación de Carhué, y fue realizado por un químico italiano quién quedó maravillado por la riqueza mineral de las mismas y constató que la salinidad era superior en 10 a 1, es decir que, poseía 340 g/L de sales (el mar tiene 32 g/L), 202 g de ClNa, 137 g de sulfato de sodio y 1 g de carbonato de sodio.
Los primeros pobladores y visitantes arribaban al lugar en galeras o diligencias que venían desde Azul, 25 de mayo, y en años posteriores, desde Arroyo Corto, que era punta de riel del Ferrocarril del Sud. Esta gente concurría y acampaba en carpas a sus orillas, maravillados por los comentarios de personas que conocían las propiedades.
En 1899 llega el Ferrocarril del Sud y cuatro años más tarde el Ferrocarril Oeste en 1903, con parada en Carhué y en Epecuén (a 2 km del lago).
Algunos años más tarde, en 1911, llega el Ferrocarril Midland de Buenos Aires  (Puente Alsina - Carhué), que basa esencialmente su publicidad en las bondades del lago y en la rapidez de sus servicios para atraer a los pasajeros. Este construye su punta de rieles en Carhué, compartiendo estación (bitrocha) con el Ferrocarril del Sud.
Cuenta la tradición, que uno de los primeros visitantes fue el Sr. Piazza, al que le habían recomendado en Italia, baños en este lago. Acampaban en lo que fue el Parque Municipal Insúa Narbaitz.
En 1909 se da respaldo científico-médico a sus aguas. El Director del Ministerio de Obras Públicas de la Provincia de Buenos Aires, Dr. José Tomás Sojo convocó y envió a profesionales de diversas especialidades: Dr. Silvio Dessy (Prof. de la Facultad de Medicina de la UBA y Director del Instituto Biológico Argentino); el Dr. Fernando Malenchini (Dir. de Higiene de la Provincia de Buenos Aires y Prof. Titular de la UNLP); el Dr. Luis Mosna (Químico y Prof. de la UNLP) y el Dr. Justo V. Garat (Ex. Director de Salubridad de la Provincia de Buenos Aires). "La mineralización del agua del lago Epecuén es casi idéntica a las conocidísimas aguas de Salies de Bearn y de Biarritz Biscours (Bajos Pirineos), cuyas maravillosas propiedades terapéuticas benefician cada año a millones de enfermos".
Las aguas del Epecuén por los cloruros y sulfatos que contiene al mismo tiempo en dosis tan elevadas ocupan el primer lugar entre todas las aguas minerales del mundo, cuya composición química ha sido hasta hoy estudiada y confirmada.
En la década de 1920 se comienza a vislumbrar un gran futuro para el Lago Epecuén. Así, varios pioneros y visionarios efectúan obras cuyo fin es dar a los bañistas de Buenos Aires y demás puntos confort y servicios. La sociedad anónima Minas Epecuén fue, junto a Arturo Vatteone uno de los pioneros en la explotación.
En noviembre de 1985 los excedentes hídricos vencieron las defensas en Villa Epecuén, inundando el pueblo que tuvo que ser evacuado. Se ha imputado al entonces gobernador de la UCR Alejandro Armendáriz de haber ordenado sacar los sistemas de defensa que paraban el agua de un sistema hídrico que, como el de las seis lagunas "Encadenadas" al norte de Carhué no tenía contención. El lago cubrió gran parte del pueblo, que quedó abandonado por décadas. Varios funcionarios radicales serían posteriormente imputados por desvío de fondos públicos que estaban destinados a las obras públicas contra las inundaciones, entre ellos el vicegobernador, y el ministro Conrado Storani y el ministro Aldo Neri, quién sería acusado por los vecinos damnificados de desviar la ayuda alimentaria a punteros radicales, siguiendo criterios políticos partidistas a cambio de votos.

## Primeros Balnearios

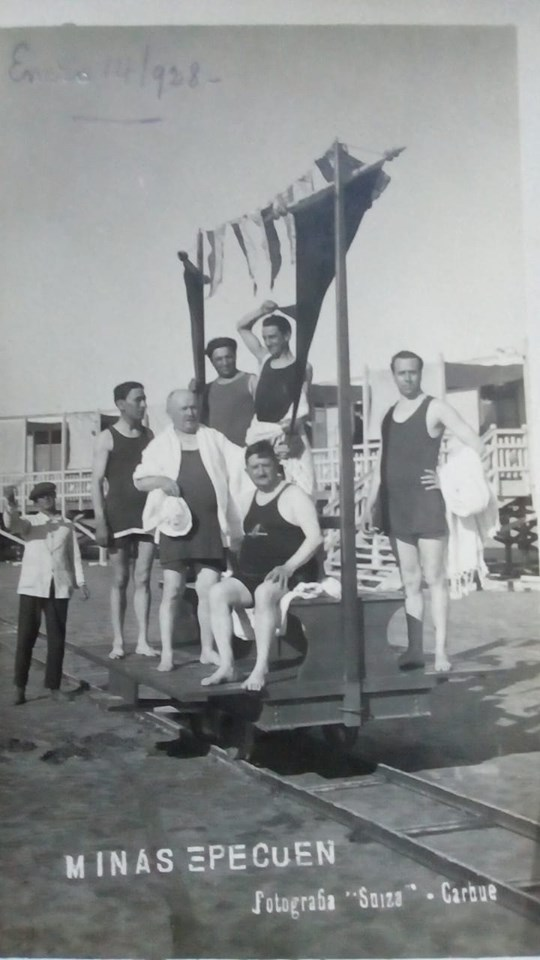
Zorras decauville eran utilizadas para llevar a los turistas hacia las aguas saladas del lago Epecuén, 1926

- Mar de Epecuén, 1921 por A. Vatteone quién creó hasta un fortín-museo para los turistas
- Balneario y Termas de Carhué S.A., 1923 sobre las márgenes del lago cercanas a Carhué
- Balneario y Termas de Epecuén S.A., 1924
- Termas Hotel y Balneario Bristol de Carhué, 1923: hacia el SW del Arroyo Pigüé
- Balneario y Termas "Plage Hotel", 1922
- Balneario y Termas "Las Delicias", 1927, hotel precursor de la villa Epecuén, recibió visitas tales como Antonio Podestá, 1929, Luis Sandrini, 1946
- Balneario y Termas "Minas de Epecuén" S.A., 1921
- Balneario y Hotel "Gorostegui", 1926, contaba con una lancha para 35 pasajeros que disfrutaban viajando por el lago
- Balneario "Villa Sauri" y Hotel "La Clarita", 1926
- Balneario de la Estancia "La Fortuna", 1922
- Muchos de estos emprendimientos fracasaron, no por la escasez de turistas, sino por la bajante del inestable lago Epecuén. Prosperó el nuevo asentamiento denominado Villa Lago Epecuén: en 1930 contaba con una iglesia, una escuela y todos los servicios de un pueblo.

Así se desarrolló el turismo en Epecuén, llegando a contar con 5.000 plazas declaradas y 2.000 sin declarar. Eran 280 establecimientos, entre hospedajes, pensiones, hoteles y comercios que llegaron a recibir en las décadas de 1950 a 1970 a 25.000 turistas de noviembre a marzo. La Villa llegó a poseer 1.500 habitantes estables.

## Hemiciclos húmedo y seco
A fines del siglo XIX el sistema de lagunas Encadenadas comenzó a secarse. Florentino Ameghino y otros estudiosos de la época habían advertido sobre la necesidad de resolver el problema de las grandes sequías mediante una sistematización hídrica que permitiese retener en la región volúmenes de agua excedentes en los períodos ricos.
En esta línea se procedió a la canalización del arroyo Sauce Corto, incorporando su caudal al sistema. Con su aporte, las lagunas quedaron encadenadas, pasando las aguas de unas a otras, saltando de planos superiores a inferiores en cuyo extremo se encontraba la Laguna Epecuén.
El inicio del hemiciclo húmedo de 1920-1970, determinó un gradual aumento del nivel de las aguas, aumentando la superficie de la laguna y absorbiendo a otras lagunas vecinas de menores dimensiones, como la de Alpataco. En el año 1979 fue construido el canal colector Florentino Ameghino que posee una longitud de 92 km, 30 metros de ancho y 2,5 metros de profundidad. Este emprendimiento costó 30.000.000 U$S.
Por ser un sistema endorreico, la eliminación de agua solo se producía por evaporación o por absorción del suelo. En pocos años se pasó de una carencia de agua a un exceso. La falta de obras complementarias de regulación (Desde 1980 hasta 1985 no se llevó a cabo obra alguna para la regulación del caudal del canal Ameghino) hizo que en los periodos ricos en lluvias como los que se sucedieron a principios de la década del ochenta comenzaran a producirse inundaciones.

## Inundaciones de 1980
Los primeros anegamientos ocurrieron hacia el año 1977. Como solución se implementó la construcción de un "tapón" en el canal Ameghino, a la altura del arroyo Huascar, pero la violencia de los torrentes que circulaban por el canal lo destrozaron en repetidas oportunidades.
En la década del ochenta, gran cantidad de lluvias asolaron la región. En noviembre del año 1985 más de 4.500.000 de hectáreas fueron anegadas como consecuencia del desborde de ríos y lagunas en la provincia de Buenos Aires. Esta situación ocasionó perdidas mayores a los 1.500.000.000 U$S.
Numerosas poblaciones quedaron incomunicadas por el corte de rutas, hubo miles de evacuados por las inundaciones y un gran deterioro de la economía regional.
La laguna Epecuén fue, por su posición extrema en el área más baja de la depresión natural de la cuenca, la receptora final de los excesos de agua desbordados de los arroyos y de toda la cadena lagunar. Así, en el año 1985 quedó sumergida la ciudad de Villa Lago Epecuén, al deteriorarse los diques de protección construidos para situaciones de emergencia.
La ciudad de  Bolívar se veía amenazada por esta inundación debido a estar en una pendiente, ya que el agua se estancaría en el casco urbano. El intendente Alfredo Carretero tomó la decisión (acompañada por el pueblo en general) de detonar la Ruta Nacional 226. Con varios instrumentos explosivos, se llevó a cabo una destrucción de dos sectores de la carretera. Esto lograba que el agua de la inundación -que se acercaba a la ciudad- pasara por debajo del terraplén y terminara su curso en los campos lindantes de Bolívar.[cita requerida]
Otros puntos poblacionales también sufrieron las anegaciones quedando afectadas partes de Carhue e incluyendo su cementerio.